# Disc
Disc foi um periódico semanal britânico sobre música publicado entre 1958 e 1975. Foi conhecido também como Disc Weekly (1964–1966) e Disc and Music Echo (1966–1972)

## História
Sua primeira edição foi publicada em 8 de fevereiro de 1958, e a revista logo ganhou reputação por sua ênfase em pop music e seu reflexo nas paradas musicais. Sua compilação sobre as vendas de discos e singles era feita a partir da coleta de dados de vendas nas próprias lojas (25 a princípio, expandidas para 100 em meados da década de 1960). Entre 5 de dezembro de 1964 e 16 de abril de 1966, foi publicada sob o nome Disc Weekly.
Em 1966, foi incorporada à revista Music Echo, que anteriormente incorporara a Mersey Beat. A partir de 23 de abril daquele ano, a nova publicação passou a ser chamada de Disc and Music Echo e, ao contrário de outras revistas da época, trazia fotografias em cores em suas páginas iniciais e finais.
As palavras Music Echo foram tiradas do título em 1972, e o periódico continuou a ser publicado até 30 de agosto de 1975, quando foi fundido ao Record Mirror.